# 不夜縣
不夜縣，中國漢代縣名。西漢置，属東萊郡。其地在今山東省威海市東部一帶。不夜縣治所在不夜城，遺址位于今榮成市埠柳鎮不夜村南，東距成山頭約30公里，是當時山東半島最東端的一縣。王莽時改不夜為夙夜，可能曾分不夜縣等地置夙夜郡。東漢初年，不夜縣併入同郡的昌陽縣，此後不見於史。

## 縣名起源

### 有日夜出說
古代地方誌認為不夜縣因太陽於夜間出現而得名。此說最早見於《齊地記》：“古有日夜出，見於東萊，故萊子立此城，以不夜為名”。此說經唐代學者顏師古引用，流傳最廣。宋代地理總志《太平寰宇記》、清代編纂的雍正《文登縣志》、道光《榮成縣志》皆因襲此說。

### 近日說
清人張嵩著有《不夜城考》，認為此地近於日出之處，最先看到太陽，因此直接以“不夜”為名。而太陽見於夜間之說，則近於無稽之談。

### 東夷語言說
今人譚其驤較早注意到漢語地名中的“不”字可能來自古代中國東部濱海民族的語言。周振鶴、游汝傑也認為，不夜之“不”字，並非作否定意解。“不”字可能來源于黃海沿岸的古代民族語言。周振鶴還提出，《山海經》中有不周山、不旬山、不咸山、不庭山等，除不周山在《西山經》外，其餘都在邊遠的大荒之中。漢代的關東地名冠以“不”字者，除不夜縣外，還有不其縣（屬琅邪郡，在今青島）、不而縣（屬臨屯郡，在今朝鮮）、不咸山（今長白山），都在山東與朝鮮沿海地區附近。不而縣得名于古代部落不耐濊，不夜、不其也可能得名於黃、渤海一帶的東夷部族。

### 古名夜昜說
道光《榮成縣志》記載，不夜城附近常有古代刀幣出土，其文曰“夜昜止保貨”，則不夜又名為夜昜。有當代研究者據此認為，“夜”是古時膠東一帶的常見地名，如掖縣古名“夜邑”。“不夜”一名不見于先秦文獻，而“夜昜”正是不夜在漢代以前的名稱。同時，昜字為“陽”的本字，夜昜一詞明顯包含“有日夜出”之意。夜晚有太陽出現，是一種較為罕見的光折射現象。清代文登人林培玠就曾在《廢鐸囈》中記錄了道光年間榮成石島一帶發生的“夜日”現象。1932年9月24日，苏联列宁格勒也曾發生太陽落山後又重新出現的奇景。因此《齊地記》中關於不夜縣得名于“有日夜出”的記載可能是正確的。

## 不夜城遺址
不夜村原位于不夜城遺址的北方，故村民稱遺址為“南城”。明萬曆中曾修葺為石城。清道光年間，遺址尚可辨識。1970年代以後，不夜村向南擴展，遺址已被新建建築所覆蓋。1980年代以來，遺址附近曾出土青銅鼎、壺、兵器、半兩錢等。

## 詠不夜城詩文
唐代獨孤及《少府崟》詩云：“涼風臺上三峰月，不夜城邊萬里沙。離別莫言關塞遠，夢魂長在子真家。”
清代登萊青道沈廷芳《登成山》詩：“振衣凌絕頂，高瞰八荒周。水共天無際，山當地盡頭。孤城鄰不夜，殘碣沒千秋。望海臺空在，長生覽古愁。”姜忠逵《文石灘》：“不夜城中沙為巒，迤邐到海黃雲漫。風沙海浪頻吞吐，濡磨碎石臚滿灘。灘前直對雞鳴島，雞聲一唱日東杲。”